# Claude Binet (biographe)
Pour les articles homonymes, voir Binet et Claude Binet.
Claude Binet est un avocat et poète du XVIe siècle célèbre pour avoir été le premier biographe de Pierre de Ronsard.
Cette biographie a pendant longtemps fait autorité malgré des incohérences relevées çà et là par les historiens de Ronsard. Ce n'est qu'à la fin du XIXe siècle qu'en est entreprise une lecture critique. Henri Chamard met ainsi en évidence que les trois biographies (1586, 1587, 1597) publiées par Claude Binet sur Ronsard comportent des contradictions, des fabulations et des exagérations.

## Biographie
Les informations sur la vie de ce personnage sont minces et proviennent pour la plupart de témoignages de Claude Binet lui-même. En s'appuyant sur ses écrits, Paul Laumonier le fait naître vers 1553. Avocat au parlement de Paris, il aurait été initié à la poésie par son oncle Jean Binet, jurisconsulte et poète. Claude Binet produit quelques œuvres au début des années 1570, sonnets, odelettes, vœux, épigrammes, églogues dont un Sonnet pour les trépas de Mgr de Guise, de Martigues et de Brissac, une Complainte sur le trépas de Jacques Grévin, une Ode triomphale sur l'arrivée d'Élisabeth d'Autriche, reine de France, une Ode sur la naissance et triomphant baptême de Marie-Isabelle de Valois, une églogue intitulée Les Dauphins ou le retour du roi (Henri III).... Son premier recueil de poésie porte le titre de Diverses poésies. C'est durant cette période qu'il aurait rencontré Pierre de Ronsard chez Jean Dorat. Celui accueille favorablement ce jeune poète de moins de 20 ans. De 1575 à 1579, Claude Binet se consacre à ses études de droit et c'est en qualité d'avocat au Parlement de Paris qu'il assiste aux Grands Jours de Poitiers.
Sa première dédicace à Ronsard date de 1577 à l'occasion de la mort de Rémi Belleau. Il écrit encore quelques pièces, participe aux tombeaux de quelques personnages, comme celui d'Odet de Turnèbe en 1582. En 1583, il publie un petit recueil de poésies Les Plaisirs de la vie rustique et solitaire qui lui vaut d'être remarqué par Vauquelin dans son Art poétique et dans lequel on trouve trace des relations le liant à Ronsard.
Il poursuit parallèlement une carrière dans la magistrature, choisi par le magistrat Jacques de La Guesle comme substitut au parquet . Il entretient de brillantes relations tant dans le monde de la magistrature que dans celui des lettres. C'est à la faveur d'un procès dans lequel il est avocat conseil de Ronsard qu'il se serait rapproché du poète jusqu'à devenir son ami et confident durant les trois dernières années de sa vie. Il est ainsi choisi, en compagnie de Jean Galland comme exécuteur testamentaire de Pierre de Ronsard. C'est à l'occasion de l'hommage rendu à celui-ci le 24 février 1586 qu'il écrit la première version de sa  Vie de Ronsard destinée à servir de préface à la publication posthume des vers du grand poète.
Claude Binet serait mort entre 1599 et 1600.